# Krzywiń
Krzywiń (niem. Kriewen) – miasto w woj. wielkopolskim, w powiecie kościańskim, siedziba gminy miejsko-wiejskiej Krzywiń. 
Według danych z 31 marca 2011 miasto liczyło 1639 mieszkańców.

## Położenie

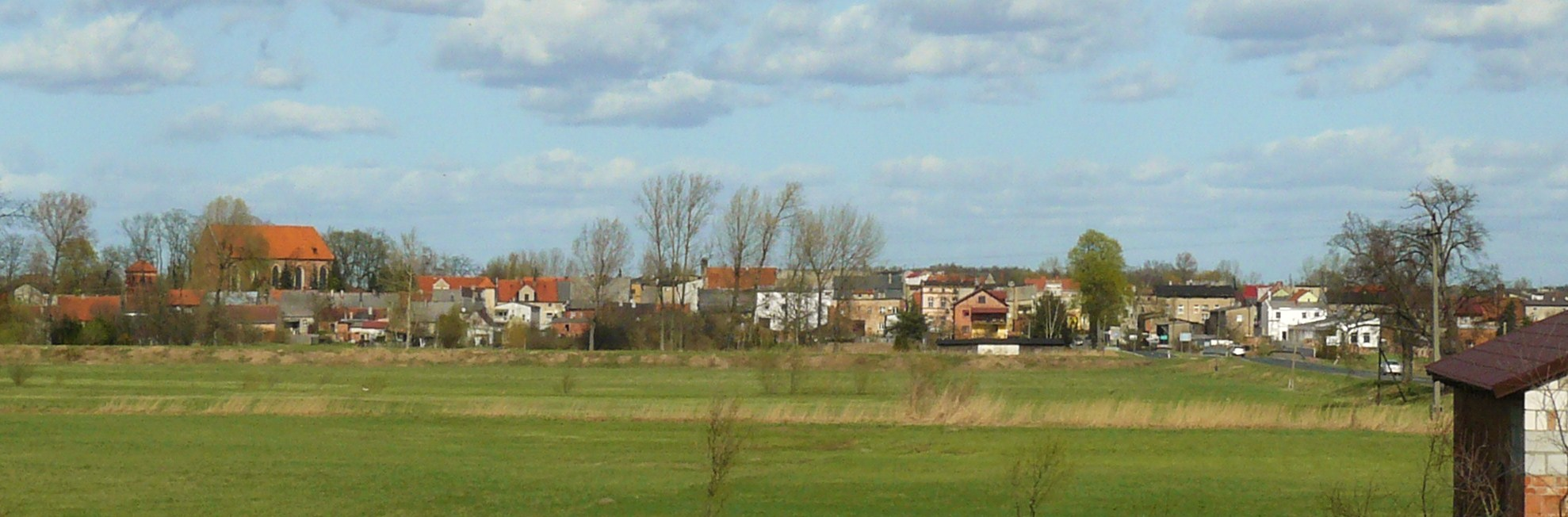
Panorama miasta zza Kanału Obrzańskiego

Miasto usytuowane jest w pobliżu Kanału Obrzańskiego, w jego pradolinie. Znajduje się w południowo-zachodniej części Wielkopolski, na terenie Pojezierza Krzywińskiego, będącego wschodnią częścią Pojezierza Leszczyńskiego. Teren ten kształtował lodowiec stadiału leszczyńskiego, stąd pagórkowaty kształt okolic miasta. Przez Krzywiń prowadzi szlak pątniczy - Wielkopolska Droga św. Jakuba.
Prywatne miasto duchowne, własność opata benedyktynów w Lubiniu pod koniec XVI wieku leżało w powiecie kościańskim województwa poznańskiego.
W latach 1954–1972 miasto było siedzibą władz gromady Krzywiń, ale nie należało do niej.  W latach 1975–1998 miasto administracyjnie należało do woj. leszczyńskiego.

## Historia

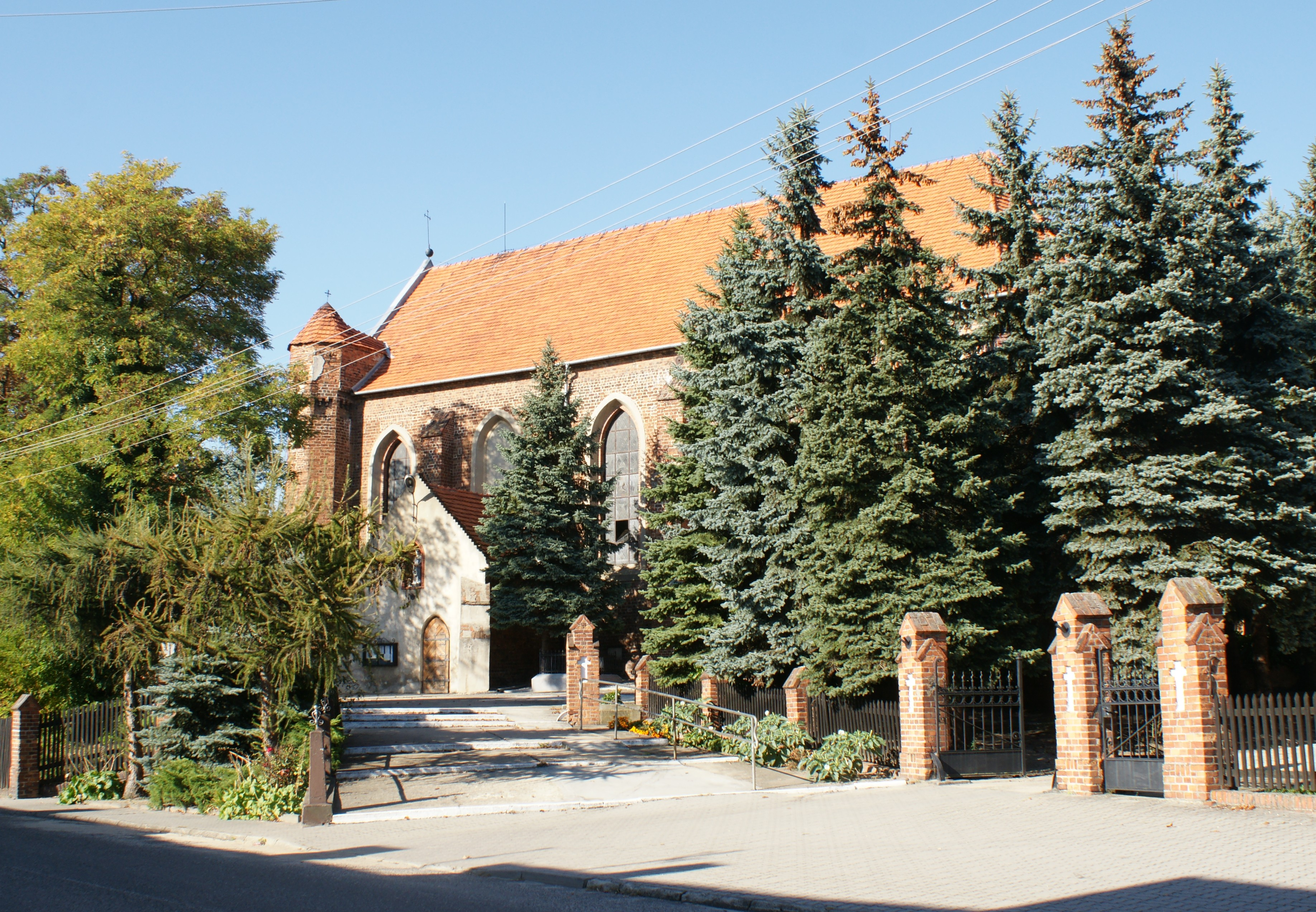
Pobenedyktyński kościół parafialny pw. św. Mikołaja z 1450 r.

W XI w. istniał gród nazywany prawdopodobnie Góra i należał do komesa Michała z Góry z rodu Awdańców (pozostałością po nim jest grodzisko stożkowe na łąkach nad Kanałem Obry w północnej części miasta). Po raz pierwszy wzmiankowane w 1237 jako civitas, następnie w 1242 jako czoło opola i siedziba kasztelanii (istniejącej do 1795). W 1257 książę Przemysł I zezwolił klasztorowi Benedyktynów w Lubiniu na lokowanie miasta na prawie magdeburskim w należącej do niego osadzie targowej — nastąpiło to przed 1270. Jednak jeszcze w 1262 w dokumentach miejscowość określana jest mianem wsi (villa), co wskazuje, że faktyczne początki życia miejskiego w Krzywiniu przypadają na lata 60. XIII w.
Pierwsza zachowana wzmianka o Krzywiniu jako mieście pochodzi z 1272 roku. W 1382 większa część zabudowy została zniszczona podczas walk domowych, odbudowa miała miejsce dopiero pół wieku później. W 1447 miało miejsce odnowienie przywileju lokacyjnego. W 1458 Krzywiń wystawił na wojnę z Krzyżakami 10 pieszych. Ośrodkiem rozplanowania był czworoboczny rynek z ratuszem w pierzei południowo-wschodnim i czterema wylotami ulic z naroży, zabudowany kamienicami z dachami kalenicowymi. W XVI i XVII w. rozwijał się handel i rzemiosło, istniały cechy rzeźników i kupców. W 1581 w mieście żyło 35 rzemieślników. W 1583 i 1613 mieszczanie uzyskali przywilej pobierania opłat od kupców przejeżdżających wozami przez miasto lub przepędzających bydło.
W 1793 Krzywiń znalazł się w zaborze pruskim, liczył wówczas 419 mieszkańców i 90 domów. Miasto posiadało most na rzece i wybrukowane ulice, pracowały trzy wiatraki. Mieszkańcy trudnili się głównie rolnictwem i rzemiosłem (sześciu płócienników, pięciu piekarzy, pięciu rzeźników i trzech szewców). W latach 1807–1815 znajdowało się w Księstwie Warszawskim, a następnie ponownie w Prusach. W XIX i XX w. miasto było lokalnym ośrodkiem rolniczo-rzemieślniczym, handlowano trzodą chlewną i drobiem (Krzywiń słynął z handlu gęśmi). Liczba mieszkańców w 1861 wynosiła 1154 osób, w 1912 wzrosła do 1860. Powolny rozwój był wynikiem ominięcia miasta przez szlak kolei normalnotorowej. W 1900 miasto zostało połączone ze Śmiglem kolejką wąskotorową. Na początku XX wieku powstał tu Bank Ludowy.
Część mieszkańców walczyła w powstaniu wielkopolskim tworząc kompanię krzywińską. W 1921 mieszkały w Krzywiniu 1874 osoby w 213 domach. Mieszkańcy pracowali w rolnictwie, drobnym rzemiośle i lokalnym handlu. W miejscowości pracowały dwa młyny, tartak, cegielnia, mleczarnia i betoniarnia, mimo to miasto nie rozwijało się. Podczas II wojny światowej miasto znalazło się w granicach III Rzeszy, część mieszkańców została wysiedlona do Generalnej Guberni, 40 osób zginęło w obozach koncentracyjnych.
Po zakończeniu wojny powstał nowy młyn, miasto zostało przyłączone do sieci energetycznej. Mimo utworzenia nowych zakładów przemysłowych, ludność nadal utrzymuje się głównie z rolnictwa. W lipcu 1979, w związku z budową zbiornika wodnego "Wonieść", zawieszono kursowanie Śmigielskiej Kolei Dojazdowej. Na terenie dawnej stacji mieści się obecnie warsztat samochodowy.

## Demografia

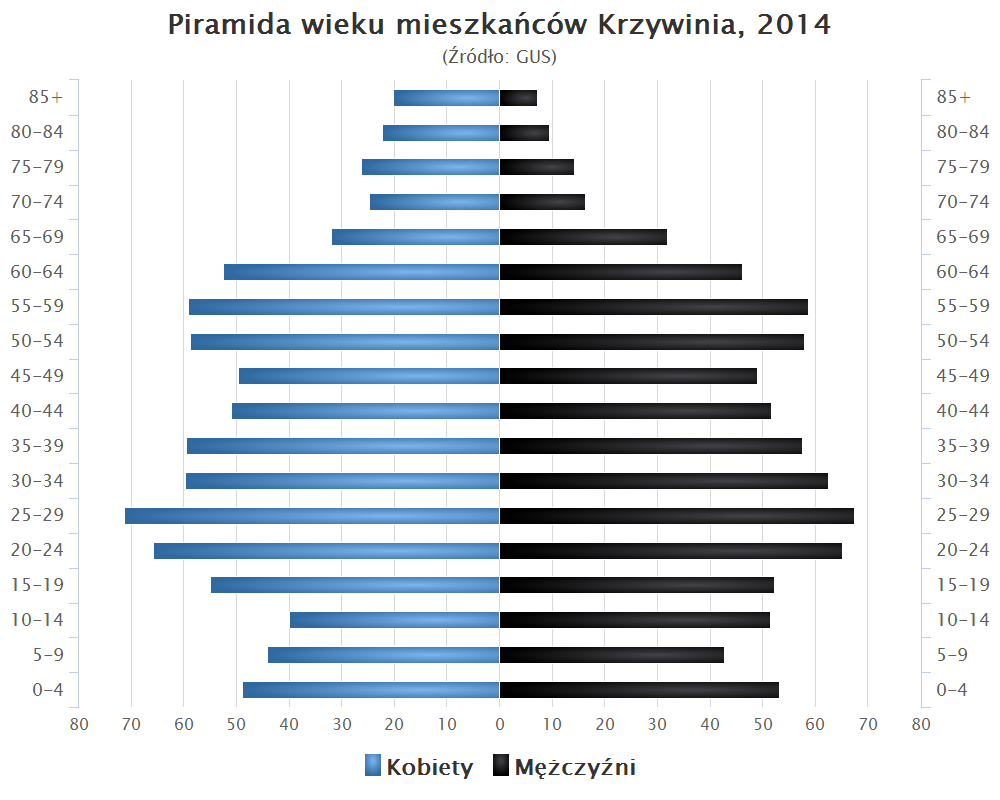
Piramida wieku mieszkańców Krzywinia w 2014 roku

## Zabytki
- Kościół gotycki z XV-XVI w.

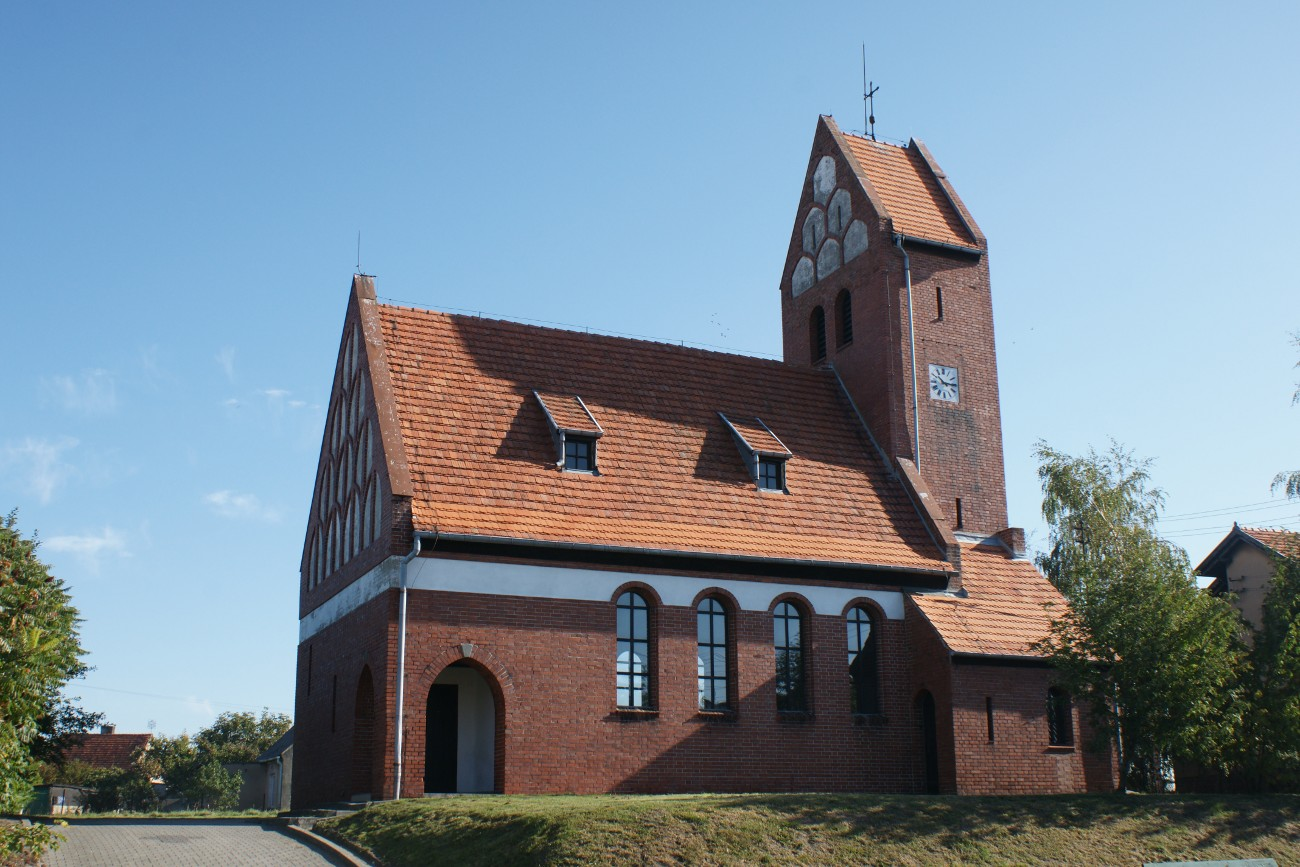
Kościół poewangelicki z XIX/XX w.

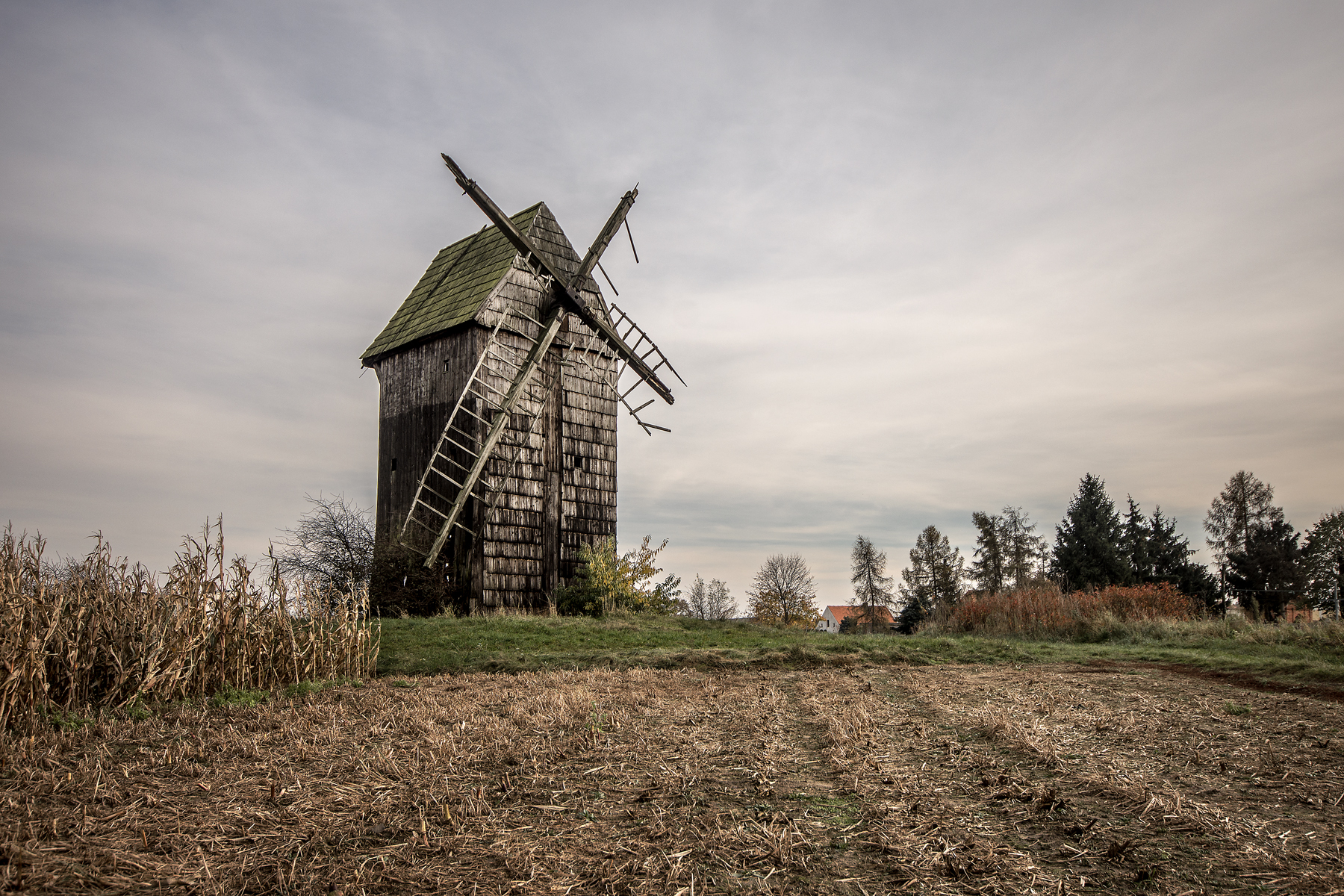
Wiatrak koźlak przy ulicy Mostowej

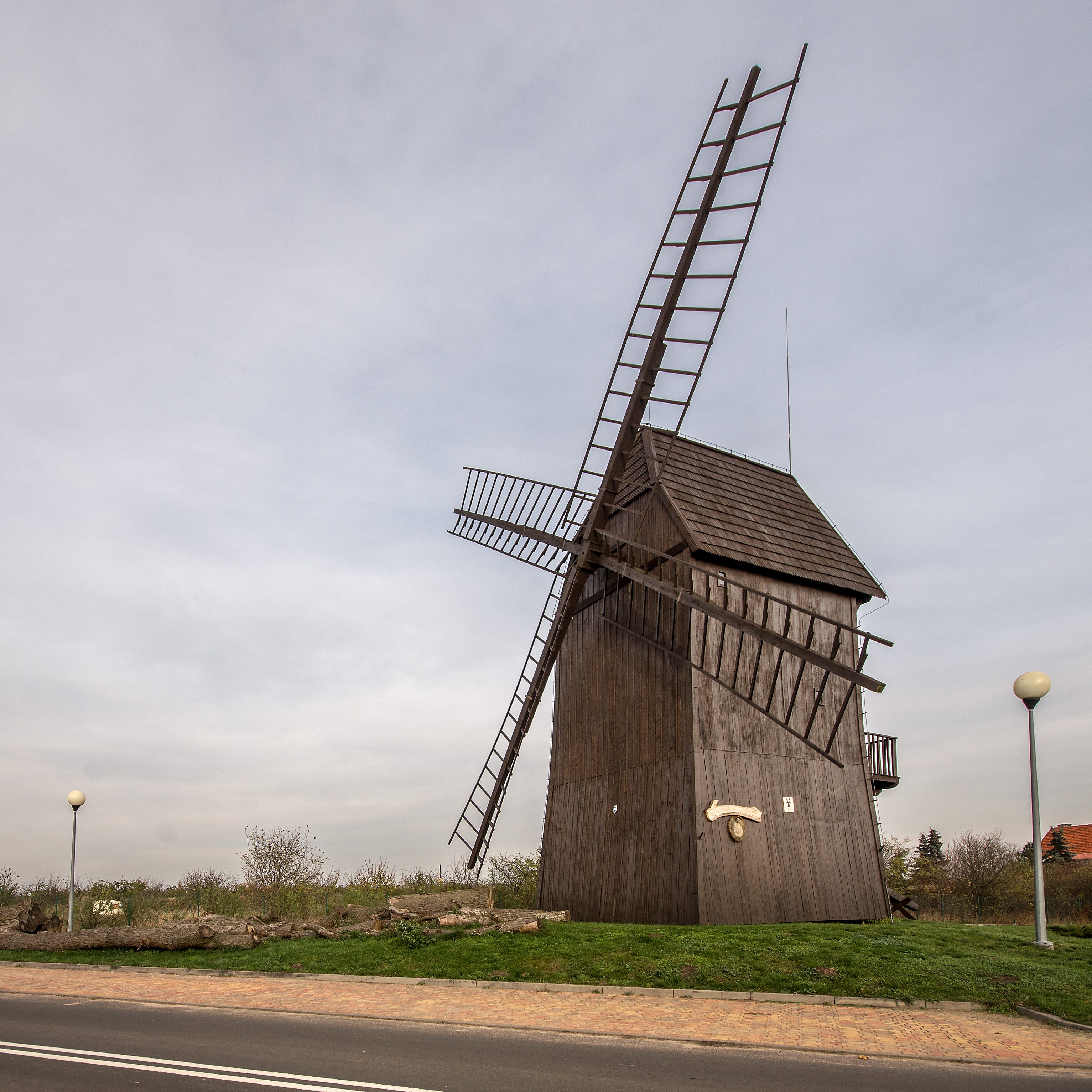
Wiatrak koźlak przy ulicy Bojanowskiego

- Kościół poewangelicki neoromańsko-neogotycki z XIX/XX w.
- 2 wiatraki koźlaki z XVII i XIX w.
- Ratusz z 1905.

## Edukacja
- Ochronka Sióstr Służebniczek Maryi (ul. bł. Edmunda Bojanowskiego)
- Gminne Przedszkole Samorządowe (ul. Lewandowskiego)
- Zespół Szkół Szkoła Podstawowa im. Powstańczej Kompanii Krzywińskiej i Gimnazjum (ul. Strzelecka)
- Zespół Szkół Ponadgimnazjalnych (Liceum Ogólnokształcące, Zasadnicza Szkoła Zawodowa) (ul.Generała Chłapowskiego)

## Wspólnoty wyznaniowe
- Kościół rzymskokatolicki:
  - parafia św. Mikołaja Biskupa
- Świadkowie Jehowy
  - zbór[10].